# 후안 무소
후안 아구스틴 무소(Juan Agustin Musso, 1994년 5월 6일 ~ )는 아르헨티나의 축구선수이다. 포지션은 골키퍼이다. 현재 세리에 A 아탈란타에서 아틀레티코 마드리드로 임대되어 뛰고 있다.